# Всеобщо избирателно право
Всеобщото избирателно право гарантира правото на гласуване за възможно най-много хора, според законите на дадено правителство, като е подкрепено от принципа „един човек, един глас“. За мнозина терминът „всеобщо избирателно право“ предполага изключването на младите хора и лицата без гражданство (и други). В същото време някои настояват, че е необходимо по-голямо приобщаване, преди избирателното право да стане наистина всеобщо. Теоретиците на демократите, особено тези, които се надяват да постигнат по-всеобщо избирателно право, подкрепят приобщаване по презумпция, при което правната система би защитавала правото на глас на всички поданици, освен ако правителството не може ясно да докаже, че е необходимо лишаване от избирателни права. Всеобщото пълно избирателно право включва както правото на глас, наричано още активно избирателно право, така и правото да бъдеш избран, наричано още пасивно избирателно право.

## В България
В България има всеобщо, равно и пряко избирателно право с тайно гласуване, които осигуряват свободно изразяване на волята на избирателите.